# میشل دبره
میشل دبره (انگلیسی: Michel Debré؛ ۱۵ ژانویه ۱۹۱۲ – ۲ اوت ۱۹۹۶) یک سیاست‌مدار، دیپلمات و حقوقدان اهل فرانسه بود که اولین نخست وزیر جمهوری پنجم فرانسه در بین سال‌های ۱۹۵۹ تا ۱۹۶۲ بود.
میشل دبره در ۲ اوت ۱۹۹۶ در سن ۸۴ سالگی درگذشت.

## زندگی‌نامه
میشل دبره در سال ۱۹۱۲ به دنیا آمد.
وی از هواداران سرسخت شارل دوگل به شمار می‌رفت و در دوران جنگ و در خارج از فرانسه با دوگل همکاری نزدیک داشت.
در زمان ریاست جمهوری دوگل، میشل دوبره سمت‌های وزیر دادگستری و وزیر دارای فرانسه را برعهده داشت.
در ترمیم کابینه ژرژ پمپیدو در سال ۱۹۵۸، وی به سمت وزیر خارجه فرانسه تعیین شد و این سمت را تا سال ۱۹۵۹ حفظ کرد. در فاصله سال‌های ۱۹۵۹ - ۱۹۶۲ نخست وزیر فرانسه شد.
میشل دبره در دوران ریاست جمهوری پمپیدو سمت وزیر دفاع را داشت
متن قانون اساسی کنونی فرانسه که در ۴ اکتبر ۱۹۵۸ به رسمیت رسید و بنیان جمهوری پنجم را تشکیل داد توسط میشل دبره تهیه شد
"سیاست مانند پرش خرک در ژیمناستیک است. بستگی دارد که در پایان، چگونه فرود بیایی."